# コタヌキモ
コタヌキモ(Utricularia intermedia)は、タヌキモ属に属する多年生の小型食虫植物である。通常、基質に付着しているが、水中に体を浮かせて生きることもできる。周北植物区系の種であり、北アメリカ、アジア（日本では北海道、本州、九州北部）、ヨーロッパで見られる。英語では、flatleaf bladderwortまたはintermediate bladderwortという。